# Сісават Монірет
Сісават Монірет (кхмер. ស៊ីសុវត្ថិ មុន្នីរ៉េត; 25 листопада 1909 — вересень 1975) — камбоджійський принц, державний діяч і політик, прем'єр-міністр країни у 1945—1946 роках.

## Життєпис
Був сином короля Манівона. Закінчив Особливу військову школу Сен-Сір у Франції.
1934 року зайняв пост генерального секретаря свого батька, короля Сісавата Манівона, того ж року став ініціатором створення першого камбоджійського скаутського руху «Ангкар Кхемарак Каяріт», до лав якого вступили понад 1000 членів з різних регіонів країни.
1939 року вступив до лав іноземного легіону та в званні лейтенанта брав участь у битвах Другої світової війни у Франції та Північній Африці. Після смерті батька 1941 року був основним претендентом на престол, однак колоніальна влада віддала перевагу більш лояльному племіннику Монірета Нородому Сіануку. Від 1944 до 1945 року Монірет знову обіймав посаду генерального секретаря вже нового короля.
У 1945—1946 роках очолював уряд Камбоджі. Одночасно він очолив міністерства внутрішніх справ і оборони. За згоди французької влади почав формувати камбоджійську армію з числа представників Кхмерської військової конвенції. 1946 року домігся відкриття офіцерської школи. В грудні 1946 року після перемоги на виборах Демократичної партії поступився постом прем'єр-міністра принцу Сісавату Ютевонгу.
У 1947—1948 роках обіймав посаду заступника голови регентської ради. 1950 року став управляючим персоналом королівського двору, після чого займав пост генерального інспектора Королівської армії (до 1952). Від 1954 до 1955 року був послом Камбоджі у Франції. Після повернення на батьківщину був призначений військовим радником короля. 1956 року отримав пост міністра «суспільного оздоровлення» (фактично керівника спеціального антикорупційного органу при королі). 1960 року став головою регентської ради. До 1963 року був генеральним інспектором Королівської армії. У 1963—1970 роках був військовим радником Нородома Сіанука.
Після встановлення в країні режиму генерала Лон Нола був заарештований та від березня до травня 1973 року перебував під арештом.
Після взяття Пномпеня червоними кхмерами посольство Франції відмовило Монірету в наданні притулку й у вересні 1975 року принца було страчено.